# Hreza
Hreza (vitryska: Грэза) är ett vattendrag i Belarus.   Det ligger i voblasten Mahiljoŭs voblast, i den centrala delen av landet, 170 km öster om huvudstaden Minsk.
I omgivningarna runt Hreza växer i huvudsak blandskog. Runt Hreza är det glesbefolkat, med 17 invånare per kvadratkilometer.